# 佐田照
佐田 照（さだ てる、2008年1月9日 - ）は、日本の子役。

## 経歴
2015年「SHIBUYA オノマトペ探偵団」（渋谷区文化総合センター大和田・さくらホール）に出演し、初舞台を踏む
- 2016年12月「SHIBUYA ぐるっとぐるぐる」（渋谷区文化総合センター大和田・さくらホール）
- 2017年2月「オズの魔法使い」（三鷹市芸術文化センター　星のホール）アンサンブル
- 同年6月「長くつしのピッピ」ベングト役（池袋シアターグリーン）
- 同年11月「SHIBUYA オノマトペ探偵団part2」（渋谷区文化総合センター大和田・さくらホール）
- 2018年「新☆雪のプリンセス」ツクシ役（新国立劇場小ホール）
- 同年8月「最後の真珠」タツヤ役（武蔵野芸能劇場）
- 同年10月～12月「あいあい傘」清太郎役（幼少期）（サンシャイン劇場他、地方公演）
- 2019年6月「ピッキー」パティオ王子役（池袋シアターグリーン）
- 同年11月～12月「ビッグ　フィッシュ」ヤングウィル役（シアタークリエ他、地方公演）
- 2020年3月～4月「ホイッスル・ダウン・ザ・ウィンド～汚れなき瞳～）（日生劇場他、地方公演｛新型コロナウイルス感染症［COVID-19］のため中止｝）
- 同年6月～7月「彩の国シェイクスピア・シリーズ第36弾『ジョン王』」（彩の国さいたま芸術劇場 大ホール地方公演｛新型コロナウイルス感染症［COVID-19］のため中止｝